# Reprezentacja Francji na Mistrzostwach Europy w Wioślarstwie 2010
Reprezentacja Francji na Mistrzostwach Europy w Wioślarstwie 2010 liczyła 38 sportowców. Najlepszymi wynikami było 1. miejsce w dwójce bez sternika wagi lekkiej i dwójce podwójnej mężczyzn.

## Medale

### Złote medale
dwójka bez sternika wagi lekkiej (LM2-): Fabien Tilliet, Jean-Christophe Bette
dwójka podwójna (M2x): Cédric Berrest, Julien Bahain

### Srebrne medale
Brak

### Brązowe medale
dwójka podwójna wagi lekkiej (LM2x): Jérémie Azou, Remi Di Girolamo
czwórka podwójna wagi lekkiej (LM4x): Pierre-Étienne Pollez, Stany Delayre, Alexandre Pilat, Fabien Dufour

## Wyniki

### Konkurencje mężczyzn
- jedynka (M1x): Matthieu Androdias – brak[1]
- jedynka wagi lekkiej (LM1x): Maxime Goisset – 6. miejsce
- dwójka bez sternika (M2-): Sébastien Lenté, Adrien Hardy – 4. miejsce
- dwójka bez sternika wagi lekkiej (LM2-): Fabien Tilliet, Jean-Christophe Bette – 1. miejsce
- dwójka podwójna (M2x): Cédric Berrest, Julien Bahain – 1. miejsce
- dwójka podwójna wagi lekkiej (LM2x): Jérémie Azou, Remi Di Girolamo – 3. miejsce
- czwórka bez sternika (M4-): Jean-Baptiste Macquet, Germain Chardin, Julien Desprès, Dorian Mortelette – 5. miejsce
- czwórka bez sternika wagi lekkiej (LM4-): Fabrice Moreau, Franck Solforosi, Nicolas Moutton, Guillaume Raineau – 6. miejsce
- czwórka podwójna (M4x): Jean-Marie Imbert, Sigmund Verstraete, Pierre-Jean Peltier, Benjamin Chabanet – 9. miejsce
- czwórka podwójna wagi lekkiej (LM4x): Pierre-Étienne Pollez, Stany Delayre, Alexandre Pilat, Fabien Dufour – 3. miejsce

### Konkurencje kobiet
- jedynka wagi kobiet (LW1x): Coralie Simon – 7. miejsce
- dwójka podwójna wagi kobiet (LW2x): Eugénie Vince, Elise Maurin – 7. miejsce
- ósemka (W8+): Lucie Mathieu, Floriane Garcia, Diane Delalleau, Clemence Willaume, Pauline Bugnard, Stéphanie Dechand, Marie Le Nepvou, Vanessa Grandpierre, Alexandra Girard – 8. miejsce